# Падрон-Реал (Іспанія)

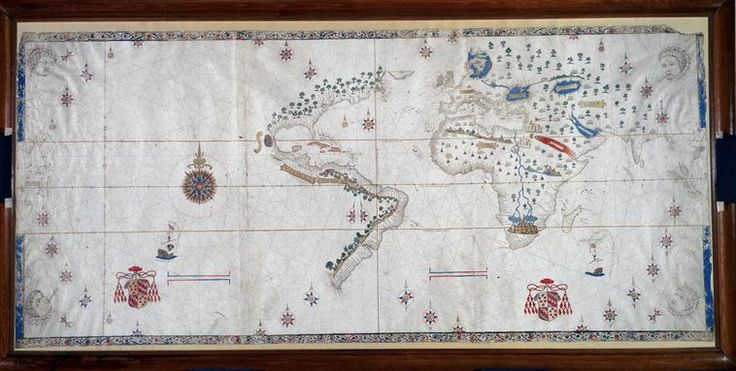
Планісфера Сальвіаті — копія з іспанського Падрон-Реалу, виготовлена у 1526 році

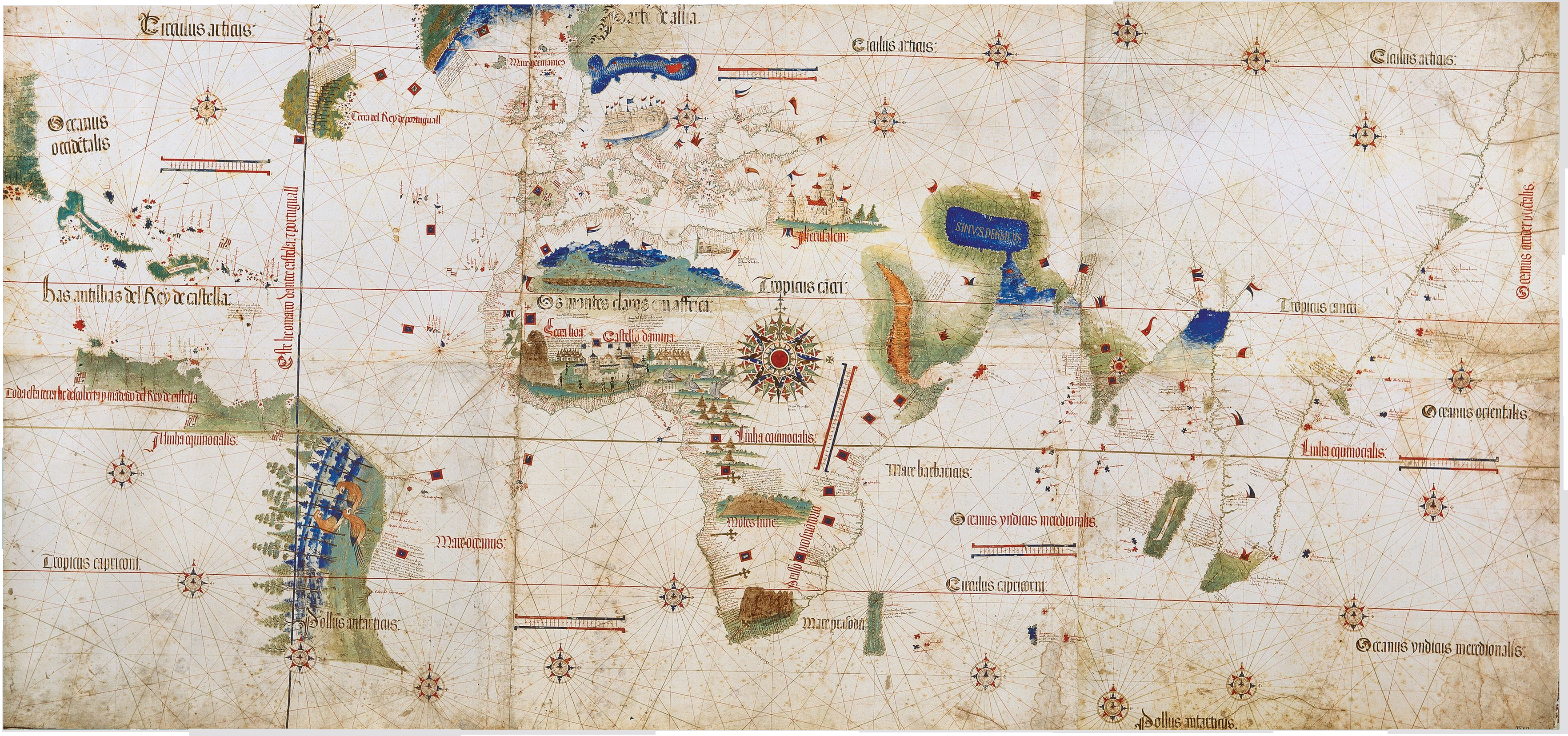
Планісфера Кантіно — копія з португальського Падран-Реалу, виготовлена в 1502 році

Падрóн-Реал (ісп. Padrón Real МФА: [paˈðɾon reˈal]), після 2 серпня 1527: Генеральний Падрóн (ісп.Padrón General МФА: [paˈðɾon xeneˈɾal]) — секретна офіційна іспанська географічна карта, що використовувалася як стандарт для виготовлення інших робочих карт, що були присутні на всіх іспанських кораблях протягом XVI ст.
Падрон-Реал виготовлявся і зберігався у Каса-де-Контратасьйон (ісп. Casa de Contratación) у Севільї. Штурмани (навігатори, пілоти) кораблів повинні були в своїй роботі користуватись копією офіційної урядової карти під загрозою штрафу у розмірі 50 песо. Карту, ймовірно, дублювала велика діаграма, що висіла на стіні Севільського Алькасара. До переліку відомих офіційних картографів та капітанів, які брали участь у створенні карти входять Амеріго Веспуччі, Діогу Рібейру, Себастьян Кабот, Хуан Діас де Соліс, Алонсо де Санта-Крус та Хуан Лопес де Веласко.
Іспанський Падрон-Реал був схожий за принципами виготовлення і використання на аналогічний португальський Падран-Реал (Padrão-Real), таємну офіційну карту, що виготовлялась португальською організацією Каса-де-Індія (порт. Casa da Índia), що була створена в Лісабоні в 1500 році (або у 1501 за іншими джерелами) і продовжувала свою роботу аж до 1755 року.

## Історія

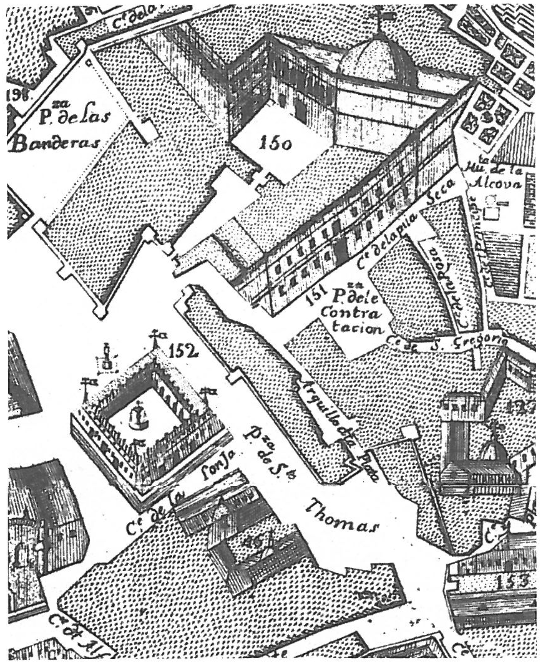
Фрагмент карти Севільї із позначенням Каса-де-Контратасьон

Перша версія Падрон-Реала була виготовлена у 1507-1508 роках і з того часу Падрон постійно оновлювався та вдосконалювався.
За виготовлення і обіг копій Падрон-Реала відповідала севільська Каса-де-Контратасьйон (ісп. Casa de Contratación) – державна установа, створена Кастильською Короною в 1503 році, що зокрема опікувалась виготовленням морських карт та підготовкою навігаторів. Всі кораблі, що поверталися з плавання до нових земель, повинні були повідомляти в Каса-де-Контратасьйон будь-які подробиці про здійснені ними відкриття чи дослідження, разом із зазначенням їх географічних координат. Перед дачею свідчень офіцери корабля присягались щодо правдивості наданої ними інформації. Згодом штурмани Каса-де-Контратасьйон вносили цю інформацію на свої карти. Коли новий корабель вирушав у плавання, він отримував карти, скопійовані з головної мапи Падрон-Реал.
Майже жодна з цих карт не збереглася, але час від часу з них виготовлялись копії, зроблені для іноземних правителів чи високопоставлених осіб і деякі з них існують досі. Наприклад, у Бібліотеці Лауренціана у Флоренції є карта під назвою «Планісфера Сальвіаті», яка, як вважається, була скопійована з тогочасного Падрон-Реала. Цю карту імператор Священної Римської імперії Карл V передав папському нунцію, кардиналу Джованні Сальвіаті в 1526 році. В архіві Маркесі Кастільйоне в Мантуї є ще одна подібна карта світу, виготовлена приблизно в той же час і передана імператором графу Балтазару Кастільйоне .
Існує ще кілька інших зразків скопійованих з Падрон-Реал карт світу, що були передані різним німецьким князям.

## Падрон-Реал 1527 року. Перша наукова карта світу

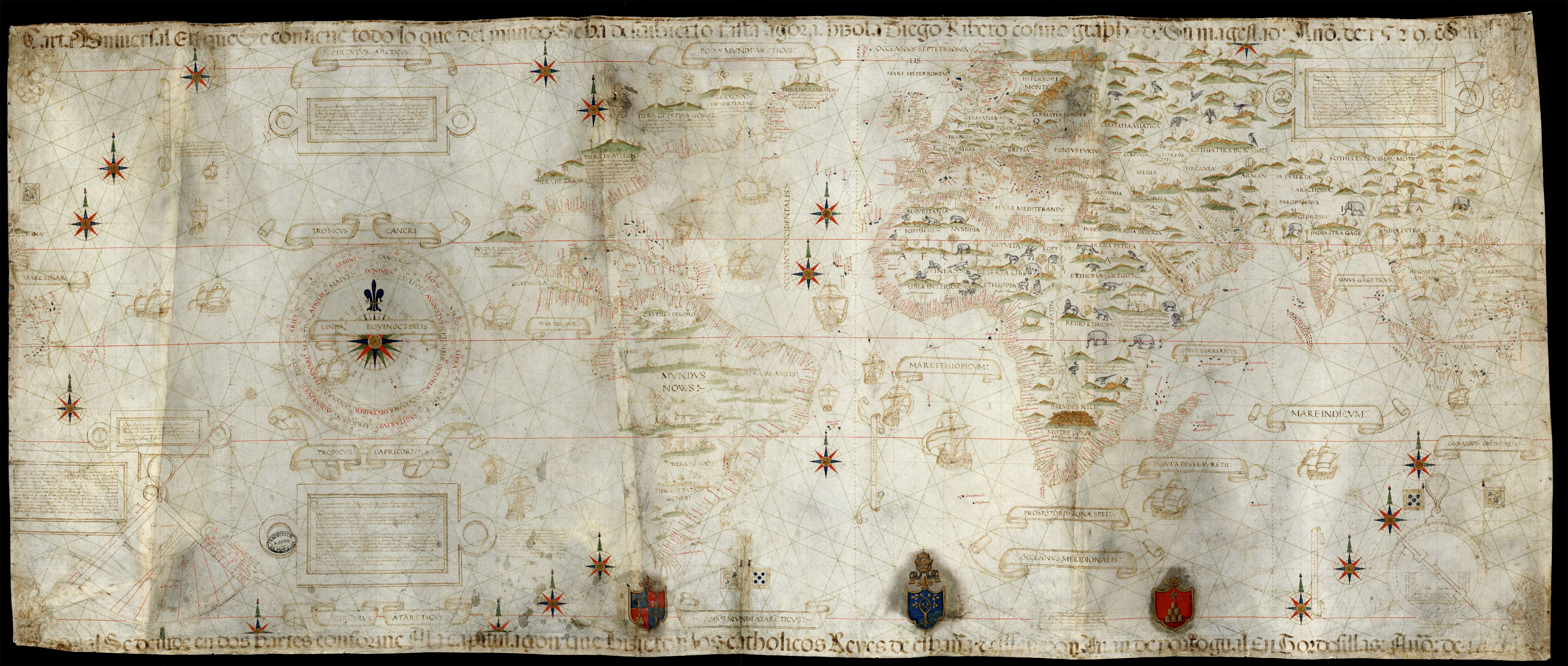
Діогу Рібейру, Carta Universal (1529)., Ватиканська бібліотека

Діогу Рібейру, який поступив на іспанську службу в севільську Каса-де-Контратасьйон у 1518 році, підготував протягом 1525-1532 років кілька версій карт, що містили останню інформацію про плавання португальських мореплавців, що, як і сам Діогу Рібейру, перебували на іспанській службі — навколосвітнє плавання Фернандо Магеллана у 1519-1522 роках та дослідження у Північній Америці Ештевана Гоміша у 1524-1525 роках.
Найзнаменитішою його роботою є Падрон-Реал 1527 року. Цю карту вважають першою науковою картою світу. Це була перша планісфера, збудована на підставі емпіричного дослідження земної широти, на якій материки і океани розташовані відповідно позначених на ній ліній екватора та інших широт (тропіків Рака та Козорога, а також Північного та Південного полярних кіл), що є інноваціями цієї епохи. Карта не містить уявної чи фантастичної інформації там, де фактичної інформації поки що не було отримано.  
На цій карті було вперше представлено реальний масштаб Тихого океану, зображено більшість східного узбережжя Північної, Центральної та Південної Америки, а також значна частина східного узбережжя Центральної Америки від Гватемали до Еквадору. Вперше в історії картографії Північноамериканське узбережжя зображене як безперервне (ймовірно, під впливом нещодавнього дослідження, здійсненого Ештеваном Гомішем у 1524-1525 роках. 
Треба зазначити, що не дивлячись на величезні досягнення карти Рібейру у неї також були значні недоліки. Так, Індійський субконтинент зображено занадто малим (хоча і значно більшим, ніж було прийняти його зображувати в попередні сторіччя), а східне узбережжя Північної Америки (о. Ньюфаундленд та п-ов. Лабрадор) винесене занадто на схід. Звичайно, ані Австралія, ані Антарктида на цій карті також ще не з’являються, .
На карті нанесено лінії румбів, що виходять з різ вітрів, подібно до середньовічних навігаційних карт-портоланів Середземного моря. Узбережжя має безліч топонімів для позначення певних місць, на володіння якими претендувала Іспанія.
Оригіналу Падрон-Реала 1527 року не зберіглось, але залишилось шість копій, що приписуються Рібейру, зокрема у Веймарській бібліотеці герцогині Анни Амалії в Німеччині (Mundus Novus 1527 р.) та у Ватиканській бібліотеці у Ватикані (Carta Universal 1529 р.). 
Ватиканську карту іспанський король і імператор Священної римської імперії Карл V особисто подарував Папі Римському у 1529 році. Ватиканська Carta Universal (розміром 83,8 см х 203,2 см.) виготовлена на високоякісному пергаменті (веллюмі) і вважається однією з презентаційних копій, зроблених у 1520-х роках, в час, коли Іспанія та Португалія вели суперечки про місцезнаходження меридіану, що ділив світ на португальську й іспанську сфери впливу.
Інші зміни королівської карти були підготовлені королівськими картографами Алонсо де Чавесом протягом 1536 року та Алонсо де Санта-Крус в 1542 році.

## Картографи

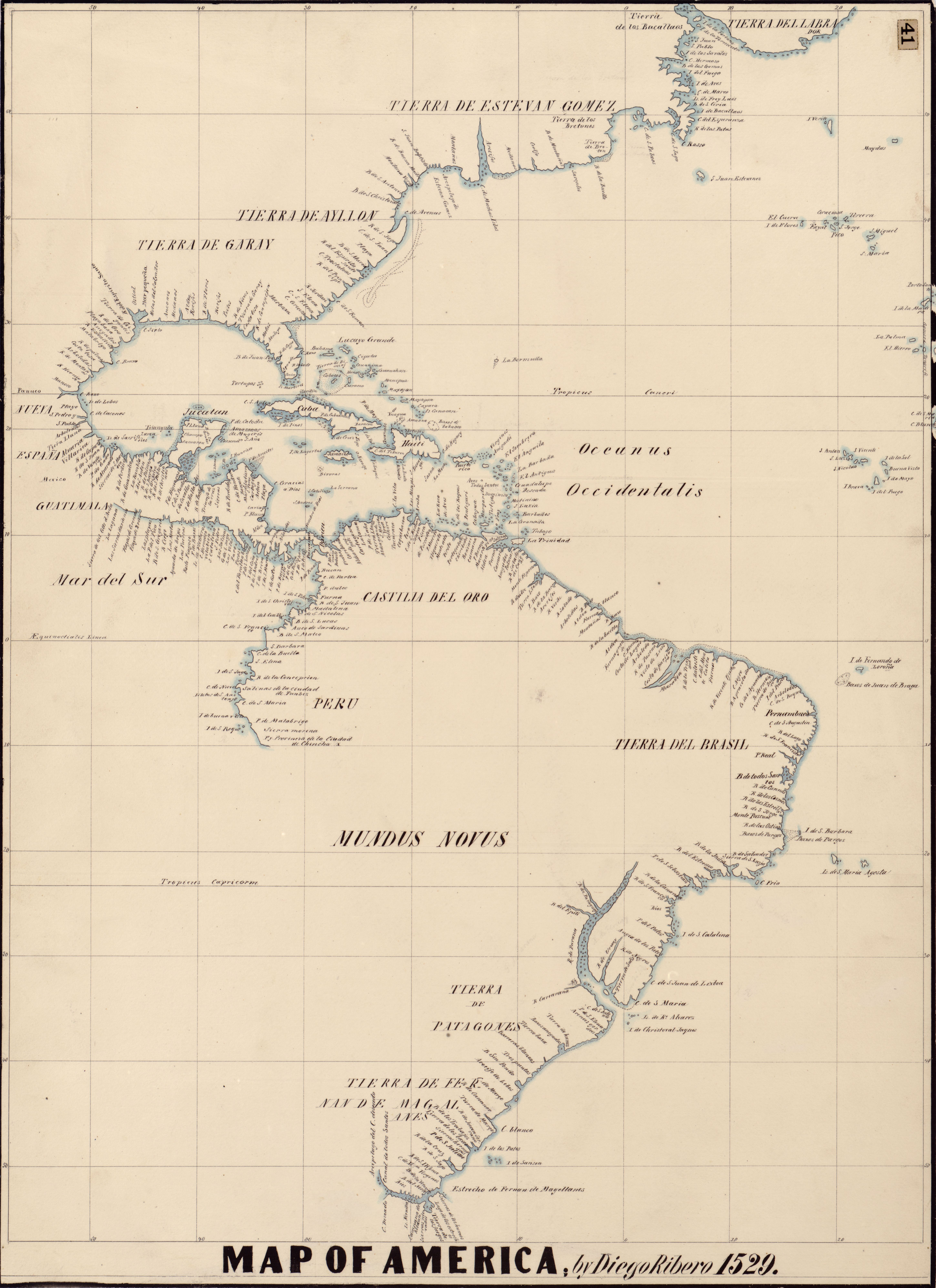
Деталь американського узбережжя з карти Діогу Рібейру 1529 року

Виготовлення, збереження та розповсюдження копій офіційних карт було масштабним завданням і до нього ставились дуже серйозно. Без належних навігаційних засобів можливість Іспанії використовувати свої нововідкриті землі та отримувати від них прибуток була б обмежена. У Каса-де-Контратасьйон працювала велика кількість картографів та мореплавців (штурманів, капітанів), архіваріусів, копіювальників, протоколістів, адміністраторів та інших працівників, що брали участь у підготовці оригіналу Падрон-Реала та управлінні обігом його копій.
Знаменитий Амеріго Веспуччі, що здійснив щонайменше два плавання до Нового Світу, працював у Каса-де-Контратасьйон до своєї смерті в 1512 році. Для Веспуччі в 1508 році  було створено особливу посаду «piloto mayor de Castilla» (головного навігатора Кастилії). Він відповідав за підготовку нових штурманів (навігаторів) для морських подорожей.
В 1512 році, після смерті Амеріго Веспуччі головним навігатором Кастилії став Хуан Діас де Соліс, який разом з племінником Амеріго Хуаном Веспуччі був призначений головою комісії, що складала мапу Падрон-Реал. Хуан успадкував карти, креслення та морські прилади свого знаменитого дядька і після відплиття де Соліса в експедицію до Південної Америки був призначений на колишню посаду Амеріго у Севільї. У 1524 році Хуана Веспуччі було призначено екзаменатором штурманів, на заміну Себастьяна Кабота, який тоді очолив експедицію в Бразилію.
У 1530-х і 1540-х роках основними картографами (відомими як «космографи») в Каса-де-Контратасьйон, що працювали над Падроном, були Алонсо де Санта-Крус, Себастьян Кабот і Педро де Медіна. Картограф Дієго Гутьєррес був призначений космографом в Каса-де-Контратасьйон згідно королівського указу від 22 жовтня 1554 року. У 1562 році Гутьєррес опублікував в Антверпені нову карту під назвою «Americae... Descriptio». Причиною публікації в Антверпені, а не в Іспанії було те, що іспанські гравери не мали необхідних навичок друку такого складного документу. Серед інших космографів були Алонсо де Чавес, Франциско Фалеро, Джеронімо де Чавес, Санчо Гутьєррес (брат Дієго Гутьєрреса).
Наприкінці XVI століття головним космографом-хроністом (Cosmógrafo-Cronista Mayor) у Севільї був Хуан Лопес де Веласко. Він підготував головну та дванадцять допоміжних карт, що зображували у картографічній формі світову Іспанську імперію. Незважаючи на те, що ці карти не були особливо точні або детальні, ця робота перевершила усе, що було зроблено на той час іншими європейськими державами. Однак вона ж знаменувала кінець іспанської першості у картографічній діяльності. Після роботи Веласко інші країни, такі як Англія, Голландія і Франція перебрали на себе першість у систематизації і подачі географічної інформації і до кінця XVII століття вже навіть іспанські інтелектуали скаржились на те, що карти, виготовлені іноземцями, перевершують за якістю карти, вироблені в Іспанії.